# San Martino sul Fiora
San Martino sul Fiora is een plaats (frazione) in de Italiaanse gemeente Manciano.